# ماساکی کاشیوارا
ماساکی کاشیوارا (انگلیسی: Masaki Kashiwara؛ زادهٔ ۳۰ ژانویهٔ ۱۹۴۷) ریاضی‌دان اهل ژاپن است. او دانشجوی میکیو ساتو در دانشگاه توکیو بود. کاشیوارا در تحلیل جبری، تجزیه و تحلیل ریزمحلی، نظریه مدول دی، نظریه هاج، تئوری شیف و نظریه نمایش نقش مهمی داشت.

## زندگی
وی ۳۰ ژانویه ۱۹۴۷ در یوکی، ایباراکی زاده شده‌است.

## حرفه
کاشیوارا و ساتو پایه‌های نظریه سیستم‌های معادلات دیفرانسیل جزئی خطی را با ضرایب تحلیلی پایه‌گذاری کردند و یک رویکرد هم‌شناختی را معرفی کردند که از روح نظریه طرح‌های گروتندیک پیروی می‌کند. او عضو آکادمی علوم فرانسه و آکادمی ژاپن است.

## جوایز
وی همچنین برندهٔ جوایزی همچون مدال چرن و جایزه کیوتو شده‌است.